# Korelator
Korelator – organ do przetwarzania i przechowywania informacji w systemie autonomicznym.
Stanowi centralną część toru informacyjnego systemu autonomicznnego. Jest wewnętrznym organem tego systemu. Odbiera sygnały z receptorów, energię od homeostatu, sam zaś steruje efektorami.
Bibliografia:
- Mazur M., Cybernetyczna teoria układów samodzielnych. PWN, Warszawa 1966.
- Mazur M., Cybernetyka i charakter. Wyd. 1, PIW, Warszawa 1976.
- Mazur M., Cybernetyka i charakter. Psychologia XXI wieku. Wyd. 2, zm., Aula, Podkowa Leśna 1996.
- Mazur M., Cybernetyka i charakter. Wyd. 3, Wyższa Szkoła Zarządzania i Przedsiębiorczości im. B. Jańskiego, Warszawa 1999.